# Будівля Сімферопольського товариства взаємного кредиту
Будівля товариства взаємного кредиту — зведена 1913 року в центральній частині міста Сімферополь на вулиці Дворянській (сучасна вулиця Горького, 4) за проєктом Миколи Петровича Краснова. Виповнена у стилі еклектики.

## Архітектура будівлі
Будинок товариства — двоповерхова, з підвальним приміщенням для банківського сховища, Т-подібна будівля, що ввібрала елементи різних архітектурних стилів. Балясини виповнені у романському стилі, вікна у стилі ренесансу, а оформлення у візантійському та східному стилях. Поруч, на прилеглій території, зведено додаткові службові споруди.
Напівциркульні вікна оздоблені рельєфом зі східними мотивами. На чотиригранних вертикальних постаментах, що саме над ґанком, встановлено світильники на чотирьох ріжках. Вхідні двері будинку мають скляні вставки, а зверху входу розміщено зображенням павичів та годинника в центрі цього панно. Всередині, на другому поверсі можна побачити декорування скульптурними орнаментально-рослинними вставками, що також зображують павичів. Міжповерховий простір прикрашають ліплені пояси з декоративним мотивом у вигляді подрібнених кубиків (дентикул), пластичне підкарнизне аркатурне оздоблення, що декороване маскаронами. Використані також й східний орнамент абак, декоративні балясини на сходах та рельєфні волюти (завиванці).

## Інтер'єр будинку
Головну увагу в оформленні внутрішніх приміщень привертає зал-ротонда. Оздоблена кімната вставками з гіпсу, що зображають різні сюжети, меандрами, гірляндами, лебедями, фруктовими кубками та давньогрецькими вазами. Є тут і парні скульптури грецьких богинь та воїнів з обладунками та в шоломах з янголами, щити, годинники, світильники, що доповнені фриза декоративна композиція з маскарпонами у вигляді лев'ячих голів.
Зверху кімнати на плафоні склепіння зображено юнака на колісниці, а по поясу плафона розташовані скульптурки всіх знаків Зодіаку.

## У культурі
Макет будівлі знаходиться в Бахчисарайському парку мініатюр.